# Małgorzata Mesjasz
Małgorzata Mesjasz (Częstochowa, 12 juni 1997) is een voetbalspeelster uit Polen. Ze speelt als verdediger voor AC Milan in de Serie A.

## Clubcarrière
Mesjasz begon haar voetbalcarrière bij UKS Olimpijczyk Częstochowa. In 2014 ging ze voor 1. FC Katowice spelen. Ook kwam Mesjasz uit voor AZS PWSZ Wałbrzych, waarmee ze promotie naar de Ekstraliga, het hoogste Poolse voetbalniveau, wist af te dwingen. In het debuutseizoen van de club op dit niveau wist ze op de vijfde plaats te eindigen.
Op 14 juni 2019 tekende Mesjasz een contract bij het Duitse 1. FFC Turbine Potsdam. Drie jaar later ging ze een Italiaans avontuur aan bij AC Milan.

## Statistieken
| Seizoen | Club                   | Land      | Competitie | Wedstrijden | Doelpunten |
| ------- | ---------------------- | --------- | ---------- | ----------- | ---------- |
| 2019/20 | 1. FFC Turbine Potsdam | Duitsland | Bundesliga | 20          | 5          |
| 2020/21 | 1. FFC Turbine Potsdam | Duitsland | Bundesliga | 21          | 2          |
| 2021/22 | 1. FFC Turbine Potsdam | Duitsland | Bundesliga | 19          | 2          |
| 2022/23 | AC Milan               | Italië    | Serie A    | 20          | 3          |
| 2023/24 | AC Milan               | Italië    | Serie A    | 12          | 2          |
| 2024/25 | AC Milan               | Italië    | Serie A    | 16          | 0          |
| Totaal  | Totaal                 | Totaal    | Totaal     | 108         | 14         |

Bijgewerkt t/m 3 mei 2025.

## Interlandcarrière
Mesjasz maakte haar debuut voor het Pools nationale team in 2018 tijdens een interland tegen Ierland. Op 26 februari 2019 werd ze opgenomen in de Poolse selectie voor op de Algarve Cup. Ze kwam in twee wedstrijden in actie op het toernooi.